# Bogotá39
Bogotá39 foi um projeto de colaboração no Hay Festival e Bogotá: Capital Mundial do Livro em 2007, a fim de identificar 39 dos escritores mais promissores da América Latina abaixo dos 39 anos de idade. Os juízes do concurso foram três escritores colombianos: Piedad Bonnett, Héctor Abad Faciolince e Oscar Collazos. O sucesso do projeto levou a mais dois semelhantes chamados Beirute39, que selecionou 39 dos escritores mais promissores do mundo árabe. África39 seguiu em 2014.

## Participantes
- Adriana Lisboa (Brasil)
- Alejandro Zambra (Chile)
- Álvaro Bisama (Chile)
- Álvaro Enrigue (México)
- Andrés Neuman (Argentina)

- Antonio García (Colômbia)
- Antonio Ungar (Colômbia)
- Carlos Wynter Melo (Panamá)
- Claudia Amengual (Uruguai)
- Claudia Hernández González (El Salvador)

- Daniel Alarcón (Peru)
- Eduardo Halfon (Guatemala)
- Ena Lucía Portela (Cuba)
- Fabrizio Mejía Madrid (México)
- Gabriela Alemán (Equador)

- Gonzalo Garcés (Argentina)
- Guadalupe Nettel (México)
- Iván Thays (Peru)
- João Paulo Cuenca (Brasil)
- John Jairo Junieles (Colômbia)

- Jorge Volpi (México)
- José Pérez Reyes (Paraguay)
- Juan Gabriel Vásquez (Colômbia)
- Junot Díaz (Santo Domingo)
- Karla Suárez (Cuba)

- Leonardo Valencia (Equador)
- Pablo Casacuberta (Uruguay)
- Pedro Mairal (Argentina)
- Pilar Quintana (Colômbia)
- Ricardo Silva (Colômbia)

- Rodrigo Blanco Calderón(Venezuela)
- Rodrigo Hasbun (Bolívia)
- Rolando Menéndez (Cuba)
- Santiago Nazarian (Brasil)
- Santiago Roncagliolo (Peru)

- Slavko Zupcic (Venezuela)
- Veronica Stigger (Brasil)
- Wendy Guerra (Cuba)
- Yolanda Arroyo Pizarro (Porto Rico)